# Nielegalny zabójca czasu
Nielegalny zabójca czasu – album grupy Dezerter, wydany w roku 2004, nakładem wydawnictwa Metal Mind Productions.
Nagrań dokonano pomiędzy 21 maja a 11 czerwca 2004 r. w Studio 7 w Piasecznie i Media Studio w Warszawie. Do płyty został dołączony teledysk do utworu „Zabójca czasu”, który zwyciężył w kategorii „Animacja” na YachFilmFestiwal 2004.

## Lista utworów
| Nr  | Tytuł utworu          | Długość |
| --- | --------------------- | ------- |
| 1.  | „Intro”               | 0:49    |
| 2.  | „Twoje prawa”         | 2:37    |
| 3.  | „Społeczne role”      | 3:20    |
| 4.  | „Zabójca czasu”       | 2:40    |
| 5.  | „Atak aniołów”        | 2:42    |
| 6.  | „Depresja”            | 3:03    |
| 7.  | „Głód”                | 3:12    |
| 8.  | „Monument”            | 3:13    |
| 9.  | „Skaza”               | 3:46    |
| 10. | „Ulica bankowa”       | 2:42    |
| 11. | „Większość”           | 4:23    |
| 12. | „Oni”                 | 2:52    |
| 13. | „Sztuka życia”        | 3:04    |
| 14. | „Strażnik moralności” | 3:20    |
|     |                       | 41:43   |

## Twórcy
- Robert Matera – śpiew, gitara
- Jacek Chrzanowski – gitara basowa, śpiew
- Krzysztof Grabowski – perkusja

Ponadto
- Realizacja nagrań i mix: Marcin Gajko
- Mastering: Grzegorz Piwkowski
- Okładka: Krzysztof Grabowski
- Tłumaczenia tekstów: Jacek Trojanowski